# Gérard de Nooijer
Gérard de Nooijer (Oost-Souburg, 4 april 1969) is een Nederlandse oud-voetballer en voetbalcoach.
Gérard de Nooijer werd geboren in Oost-Souburg nabij Vlissingen en is de jongste van een voetballende tweeling. De Nooijer debuteerde in het seizoen 1988/1989 bij Sparta Rotterdam. Hij speelde bij deze club tot 1998. Daarna speelde de verdediger voor sc Heerenveen en Feyenoord. In 2004 ging hij naar FC Dordrecht. In dat seizoen werd hij verkozen tot beste speler van de Eerste Divisie. Zijn profloopbaan beëindigde hij een jaar later. Samen met zijn broer Dennis speelde hij nog bij de Zeeuwse zondag-tweedeklasser VV RCS uit hun geboorteplaats Oost-Souburg.
In 2009-2011 werd hij coach bij FC Dauwendaele in Middelburg. 
In 2012 werd hij coach bij VV GOES. De Nooijer is vanaf het seizoen 2013/14 assistent-trainer bij FC Dordrecht. Op 20 februari 2015 werd hij aangesteld als ad-interim hoofdtrainer na het vertrek van Ernie Brandts. Vervolgens werd hij aangesteld als hoofdtrainer. Medio november 2018 werd hij daar ontslagen.
Sinds het seizoen 2017-2018 is Gérard ook weer actief op het veld, samen met zijn broer Dennis, als speler bij 4de klasser SV Apollo '69. Gérard de Nooijer is mede-eigenaar van de voetbalschool JVOZ (Jeugd Voetbal Opleiding Zeeland), samen met zijn broer Dennis en Dolf Roks. Ook zijn zoon Bradley de Nooijer werd profvoetballer.

## Clubstatistieken
| Seizoen | Club             | Duels | Goals | Competitie     |
| ------- | ---------------- | ----- | ----- | -------------- |
| 1988/89 | Sparta Rotterdam | 7     | 1     | Eredivisie     |
| 1989/90 | Sparta Rotterdam | 12    | 1     | Eredivisie     |
| 1990/91 | Sparta Rotterdam | 30    | 0     | Eredivisie     |
| 1991/92 | Sparta Rotterdam | 30    | 4     | Eredivisie     |
| 1992/93 | Sparta Rotterdam | 0     | 0     | Eredivisie     |
| 1993/94 | Sparta Rotterdam | 29    | 0     | Eredivisie     |
| 1994/95 | Sparta Rotterdam | 29    | 1     | Eredivisie     |
| 1995/96 | Sparta Rotterdam | 33    | 4     | Eredivisie     |
| 1996/97 | Sparta Rotterdam | 33    | 2     | Eredivisie     |
| 1997/98 | Sparta Rotterdam | 21    | 0     | Eredivisie     |
| 1998/99 | sc Heerenveen    | 34    | 9     | Eredivisie     |
| 1999/00 | sc Heerenveen    | 22    | 4     | Eredivisie     |
| 2000/01 | sc Heerenveen    | 27    | 0     | Eredivisie     |
| 2001/02 | sc Heerenveen    | 31    | 3     | Eredivisie     |
| 2002/03 | sc Heerenveen    | 4     | 1     | Eredivisie     |
| 2002/03 | Feyenoord        | 15    | 0     | Eredivisie     |
| 2003/04 | Feyenoord        | 7     | 0     | Eredivisie     |
| 2004/05 | FC Dordrecht     | 36    | 4     | Eerste divisie |
| 2005/06 | FC Dordrecht     | 22    | 2     | Eerste divisie |
| Totaal  | Totaal           | 422   | 35    |                |